# Mircea Drăgan
Mircea Drăgan (Gura Ocniței, 1932. október 3. – 2017. október 31.) román filmrendező.

## Életpályája
1955–1992 között 23 filmet rendezett. 1961-ben a Szomjúság című filmjét felvették a 2. Moszkvai Nemzetközi Filmfesztiválra, ahol Ezüst-díjat nyert. 1962-ben a Lupeni 29 című filmmel lépett be a 3. Moszkvai Nemzetközi Filmfesztiválba, ahol szintén Ezüst-díjat nyert. 1963-ban a 4. Moszkvai Nemzetközi Filmfesztivál zsűritagja volt. 1973-ban a Robbanás című filmjével került be a 8. Moszkvai Nemzetközi Filmfesztiválra. 1992-ben rendezett utoljára filmet.

## Filmjei
- Háború idején (In vreme de război) (1955)
- Hazatérés (1961)
- Lupeni 29 (1962)
- Asszonyok kálváriája (Golgota) (1966)
- Traianus oszlopa (1968)
- Nyestfiak (1973)
- Robbanás (1973)
- Lángoló sivatag (1976)

## Fordítás
- Ez a szócikk részben vagy egészben  a   Mricea Drăgan című angol Wikipédia-szócikk ezen változatának fordításán alapul.  Az eredeti cikk szerkesztőit annak laptörténete sorolja fel. Ez a jelzés csupán a megfogalmazás eredetét és a szerzői jogokat jelzi, nem szolgál a cikkben szereplő információk forrásmegjelöléseként.